# Berdeniella fedilae
Berdeniella fedilae är en tvåvingeart som beskrevs av Salman 1984. Berdeniella fedilae ingår i släktet Berdeniella och familjen fjärilsmyggor.
Artens utbredningsområde är Frankrike. Inga underarter finns listade i Catalogue of Life.